# Viktor Nagy (pallanuotista)
Viktor Nagy (Budapest, 24 luglio 1984) è un pallanuotista ungherese, portiere dello Szolnok.
Con la propria nazionale ha vinto un titolo mondiale nel 2013 e ha partecipato a tre edizioni dei Giochi olimpici, vincendo una medaglia di bronzo a Tokyo 2020.

## Palmarès

### Club
- Campionato ungherese: 9

Vasas: 2007, 2008, 2009, 2010, 2012
Szolnok: 2015, 2016, 2017, 2021
- Coppa d'Ungheria: 7

Vasutas: 2003
Vasas: 2004, 2005, 2009
Szolnok: 2014, 2016, 2017
- LEN Euro Cup: 1

Szolnok: 2020-21
- Supercoppa LEN: 1

Szolnok: 2017
- LEN Champions League: 1

Szolnok: 2016-17

### Nazionale
- Olimpiadi

Tokyo 2020: 
- Mondiali

Melbourne 2007: 
Barcellona 2013: 
- Europei

Malaga 2008: 
Budapest 2014: 
Belgrado 2016: 
Budapest 2020: 
- World League

Berlino 2007: 
Čeljabinsk 2013: